# Ягуар (фільм, 1986)
«Ягуар» — радянський фільм чилійського кінорежисера Себастьяна Аларкона, знятий в жанрі соціально-політичної драми на базі кіностудії «Мосфільм» в 1986 році. Картина створена за сюжетом роману Маріо Варгаса Льоси «Місто і пси» (але містить ряд принципових відмінностей від літературної основи).

## Сюжет
Дія відбувається в Чилі під час правління Піночета. Сюжетна лінія вибудовується навколо трьох курсантів військового училища, які перебувають на різних щаблях неформальної ієрархії серед курсантів. Курсант на прізвисько Ягуар (в кінці його привітають, називаючи Пабло, прізвище так і не згадується) виходець з низів, що пішов в армію, щоб піднятися по соціальних сходах, є неформальним лідером курсу. Він був єдиним з курсу, якого під час вступу до училища старшокурсників не вдалося піддати принизливій процедурі «хрещення». Курсант Альберто Фернандес на прізвисько «Поет» є «середняком». Курсант Рікардо Орана на прізвисько «Раб» є аутсайдером і об'єктом насмішок і знущань з боку інших курсантів.
Фільм починається з того, що курсанту Каві за жеребом випадає проникнути в навчальний клас і викрасти звідти екзаменаційні білети по тактиці. Але вилазка проходить невдало, тому що при проникненні в клас Кава розбиває скло. Це бачить Орана, що знаходиться в караулі, якого в караул замість себе поставив Ягуар. Про проникнення в клас стає відомо командуванню училища і всі, хто був у цей час в караулі, в тому числі і Орана, позбавляються звільнень до встановлення особи, що проникла в клас. Орана переживає з приводу позбавлення звільнень, тому що недавно він познайомився з дівчиною і тепер він не може з нею зустрітися. Орана доносить на Каву, і того виключають з училища. Після цього курсантів посилають на розгін антиурядової демонстрації під час якого Орану вбивають. Під час розгляду з'ясовується, що його застрелив хтось із своїх. Але командування училища вирішує не виносити сміття з хати і звинуватити в загибелі Орани демонстрантів. Фернандес, який був другом Орани, звинувачує в його загибелі Ягуара і доповідає про це командуванню, попутно повідомивши, що серед курсантів процвітає пияцтво, торгівля сигаретами і екзаменаційними білетами. Фернандеса підтримує лейтенант Гамбоа, який прагне докопатися до істини. Ягуара і Фернандеса поміщають в карцер, а в казармі проводиться обшук, в ході якого знаходять безліч заборонених предметів. Командування училища не має наміру відступати від офіційної версії загибелі Орани і шляхом шантажу змушує Фернандеса відмовитися від звинувачень. Перебуваючи в карцері Фернандес зізнається Ягуарові, що це він звинуватив його у вбивстві Орани і між ними відбувається бійка, перервана появою лейтенанта Гамбоа. Після цього Ягуар і Фернандес повертаються в казарму. У казармі товариші по службі звинувачують Ягуара в тому, що він заклав їх. Ягуар, знаючи, що це зробив Фернандес, проте не видає його. Після інциденту лейтенанта Гамбоа переводять з училища. Перед від'їздом він вирішує поговорити з Ягуаром. В ході бесіди Ягуар повідомляє, що він розчарувався в своїх товаришах по службі, які його зрадили, хоча на молодших курсах він захищав їх від старшокурсників, також він висловив розчарування в своїх колишніх поглядах і діях. Розчарувавшись у виборі професії військового Ягуар залишає училище і йде в гори, до партизанів.

## У ролях
- Сергій Векслер —  Пабло, «Ягуар»
- Ігор Вєрник —  курсант Кава
- Адель Аль-Хадад —  Рікардо Орана «Раб»
- Артем Камінський —  Альберто Фернандес, «Поет»
- Сергій Газаров —  лейтенант Гамбоа
- Всеволод Шиловський —  майор
- Володимир Татосов —  полковник, начальник училища
- Григорій Лямпе —  батько Орани
- Іслам Казієв —  сержант Песоа
- Сергій Шкаліков —  «Удав»
- Яніна Хачатурова —  Тереса
- Ніна Тер-Осіпян —  тітка Тереси
- Алім Кулієв —  кадет

## Знімальна група
- Режисер — Себастьян Аларкон
- Сценаристи — Себастьян Аларкон, Тетяна Яковлєва
- Оператор — Анатолій Іванов
- Композитори — Себастьян Аларкон, Віктор Бабушкін
- Художник — Ірина Шретер